# Siphonochilus rhodesicus
Siphonochilus rhodesicus är en enhjärtbladig växtart som först beskrevs av Thore Christian Elias Fries, och fick sitt nu gällande namn av John Michael Lock. Siphonochilus rhodesicus ingår i släktet Siphonochilus och familjen Zingiberaceae. Inga underarter finns listade i Catalogue of Life.